# Carmen Kreeger
Carmen Kreeger, de nacimiento Carmen Matanzo Jaramillo, (Puerto Rico, 1909-Chavy Chase, Maryland, 10 de marzo de 2003) fue una coleccionista estadounidense, filántropa y mecenas del mundo del arte, de la música y de la jardinería, cofundadora del Museo Kreeger de Washington D. C.

## Biografía
Carmen Matanzo creció entre Puerto Rico y Nueva York. Se graduó en Educación Física en la Savage School, más tarde perteneciente a la Universidad de Nueva York, y amplió estudios después en Puerto Rico. Allí conoció en 1935 al filántropo estadounidense David Lloyd Kreeger, cuando éste viajó a Puerto Rico trabajando como abogado para el Departamento de Interior. Se casaron en 1938 y tuvieron dos hijos. 
Ambos compartían pasión por el arte, y comenzaron una colección en 1950 a base de pinturas, dibujos, esculturas y grabados. Adquirieron las obras por gusto y deseo personal, y no como inversión económica. Las decisiones eran compartidas, y la selección de cada una de las obras se realizó siempre de común acuerdo.

## Obra

### El Museo Kreeger

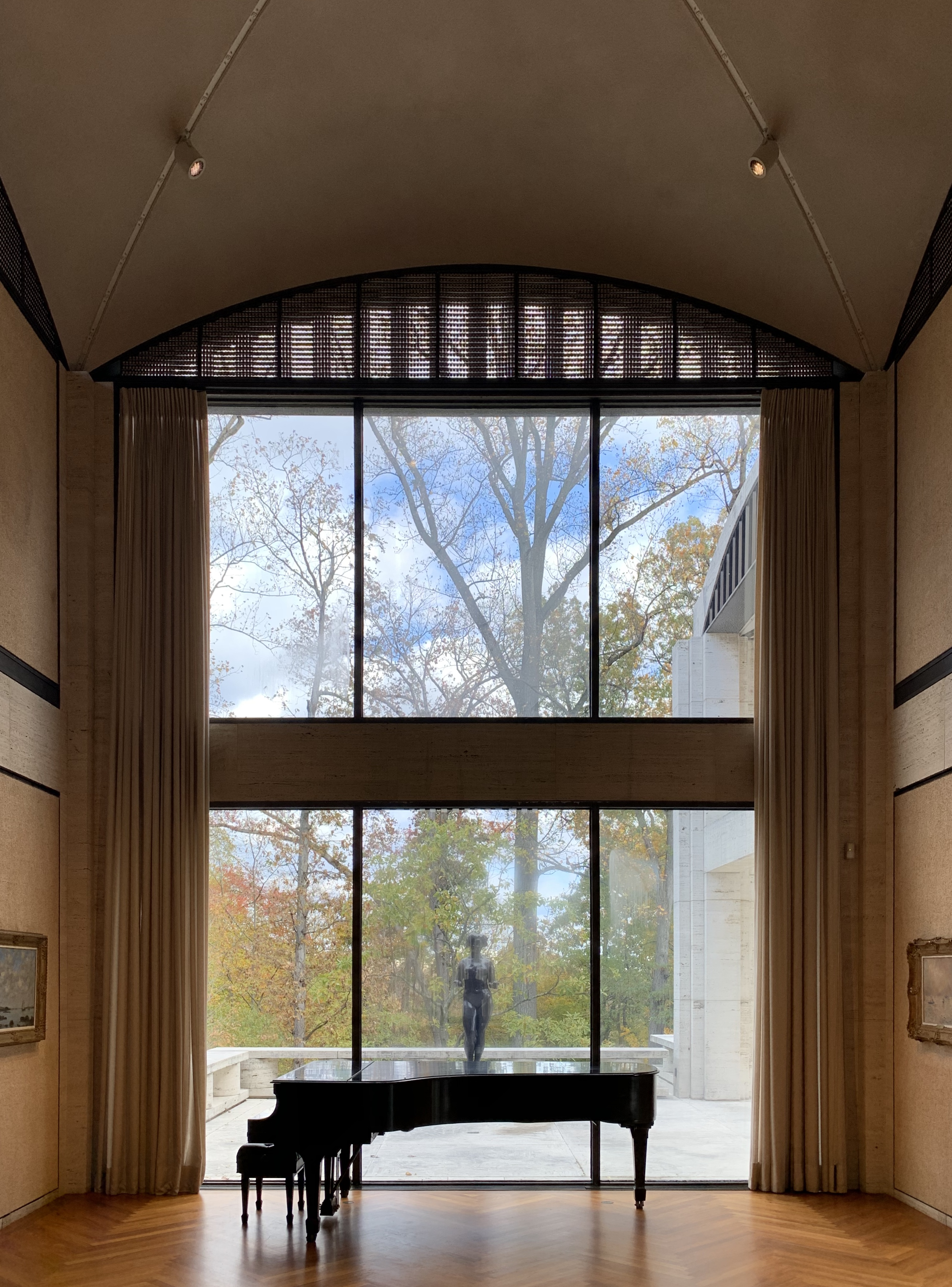
Detalle del interior del Museo Kreeger.

Los Kreeger fueron creando desde 1950 su colección enfocándola principalmente hacia obras de arte europeas y americanas desde 1850. También incluyeron en la colección trabajos de Asia, de África Occidental y África Central. La colección tiene obras, entre otros artistas, de Vincent Van Gogh, Piet Mondrian, Claude Monet, Henry Moore, Jacques Lipchitz, August Renoir, Amadeo Modigliani, Fernand Léger, Vasili Kandinsky, Hans Hoffman, Sam Gilliam, Edgar Degas, Charles-François Daubigny, Jean-Batiste-Camille Corot, Paul Cézanne, Georges Braque, Eugène Boudin, Pierre Bonnard, Lucien Wercollier, Joan Miró y Milton Avery. En una primera vista la colección podría parecer ecléctica: sin embargo, hay uniformidad en colores y texturas.
En los años 60 contrataron al arquitecto Philip Johnson para que conjuntamente con Richard Foster les diseñara una mansión. Los Kreeger deseban un espacio en el que disfrutar simultáneamente del arte, la música y la familia. Johnson, entonces un afamado arquitecto, se encontraba a un nivel profesional en el que no admitía solicitudes para realizar viviendas privadas, pero cuando conoció la colección de arte se interesó en la propuesta, y aceptó diseñar un museo donde albergarla y exhibirla y que al mismo tiempo pudiera ser una vivienda. La estructura del edificio fue terminada en 1967. El edificio del museo Kreeger es considerado no solamente significativo por la colección de arte que contiene, sino también como una notable obra arquitectónica moderna con aire atemporal. Kreeger se ocupó del amueblamiento y, como estaba también interesada por la jardinería, fue responsable del desarrollo de los jardines de los más de cinco acres que circundan el museo y de los jardines interiores, que diseñó con referencias al Puerto Rico de sus recuerdos.
Finalmente fue la vivienda de la pareja, en la que recibían y promovían con periodicidad conciertos y actos culturales. Kreeger dejó la mansión en 1992, dos años después de la muerte de su marido, y la abrió como museo en 1994, con 180 obras de arte.

### Filantropía musical
Kreeger, que era pianista, compartía también con su marido el interés por la música. Esto llevó a la pareja a ser patrocinadora de varias sociedades musicales: Washington Performing Arts Society, Arena Stage, la Washington Opera, Corcoran Gallery of Art, la National Symphony y American University.